# Порт Репаблик (Њу Џерзи)
Порт Репаблик (енгл. Port Republic) град је у америчкој савезној држави Њу Џерзи. По попису становништва из 2010. у њему је живело 1.115 становника.

## Демографија
Према попису становништва из 2010. у граду је живело 1.115 становника, што је 78 (7,5%) становника више него 2000. године.
| Група             | 2000.       | 2010.         |
| Белци             | 981 (94,6%) | 1.055 (94,6%) |
| Афроамериканци    | 17 (1,6%)   | 7 (0,6%)      |
| Азијати           | 6 (0,6%)    | 10 (0,9%)     |
| Хиспаноамериканци | 11 (1,1%)   | 33 (3,0%)     |
| Укупно            | 1.037       | 1.115         |